# Leisure Suit Larry 3: Passionate Patti in Pursuit of the Pulsating Pectorals
Leisure Suit Larry 3: Passionate Patti in Pursuit of the Pulsating Pectorals is een computerspel dat werd ontwikkeld en uitgebracht door Sierra On-Line in 1989. Het is het derde spel uit de Leisure Suit Larry-reeks en verscheen voor meerdere platforms.

## Verhaal
Larry leeft eindelijk met de vrouw van zijn dromen op een mooi tropisch eiland. Hij heeft alles wat hij zich kan wensen, totdat zijn vrouw Patti hem het huis uit gooit en Larry tot overmaat van ramp ook zijn baan kwijtraakt. Larry is arm en alleen, maar hij laat het er niet bij zitten en bedenkt een plan om het geluk in zijn leven terug te vinden, en elke vrouw op het tropische eiland te versieren.